# 징비록 (드라마)
《징비록》은 2015년 2월 14일부터 2015년 8월 2일까지 방영된 광복 70년 특별기획 대하드라마이다.

## 제작
2014년 6월 19일 드라마 징비록 제작을 예고하였고 2015년 2월 5일 서울 여의도 63컨벤션센터 주니퍼룸에서 제작발표회가가 이루어졌다.
이날 KBS 조대현 사장은 재정 적자를 언급한 뒤 "'징비록'도 사실 '정도전'에 바로 이어서 해야 하는데, 재정 때문에 반년을 건너뛰고 시작한다. 금년부터는 대하드라마를 쉬지 않고 하겠다"고 말했다.
1604년(선조 37)에 류성룡이 집필완료한 징비록의 내용을 바탕으로 임진왜란이 발생하기 전부터 1598년 이순신이 전사한 노량해전까지의 시기에 조정에서 펼쳐지는 이야기.
이야기의 주요 인물은 류성룡과 선조. 주연 배우는 김상중과 김태우.
각본담당자는 MBC 드라마 상도, 다모 등의 각본을 담당한 각본가 정형수와 KBS 대하드라마 정도전의 보조작가 정지연이다. 제작초기에 백운철이 징비록의 각본을 담당하기로 되어있었으나 KBS와의 이견차이로 하차하였다.
내레이션에 성우인 김도현을 기용하고 있다.
2015년 1월 경상북도 영주시에서 촬영이 이루어졌다.

## 등장 인물

### 주요 인물들
- 김상중 - 서애 류성룡 역

학자이면서 동시에 실천과 실현의 결과를 더 중요시한 행정가였다. 임진왜란 때 영의정에 오르게 되고 4도 도체찰사가 되어 당쟁과 전란 속에서 조선의 조정을 총지휘하게 된다. 온유하고 우직하며 균형잡힌 품성 속에 숨겨진 카리스마가 있다. 당색은 동인이지만 당리당략에 크게 얽매이지 않는 인물이다.
- 김태우 - 선조 역 (아역:백승환)

(하성군 → 조선 선조)
조선 14대 왕. 방계 출신의 왕으로, 왕위 계승 과정에 대한 콤플렉스가 있다. 군사에 관심이 많고 당쟁을 잘 다스려 보려고 했으나, 임진왜란이라는 위기를 맞아 왕으로서의 자질을 끊임없이 시험 받게 된다.

### 류성룡 주변인물
- 정태우[6] - 이천리 역

왜구들에게 죽을뻔한 목숨을 류성룡이 구하고 거두어준다. 그 뒤 류성룡의 심복이 된다. 글에 대해서는 천부적으로 무식하고, 무예에만 자질이 있다.
- 이관훈 - 신명철 역

군관. 류성룡을 지척에서 호위한다. 상황판단이 빠르고 민첩하다.
- 한지완 - 한설희 역

내외주점을 홀로 운영하는 여주인.
- 한가림[8] - 동동 역

설희의 계집종.
- 정소영[9] - 인동 장씨 역

류성룡의 부인.

### 왕실 인물들
- 김경하 - 하원군 역

덕흥대원군의 1남.
- 김대성 - 하릉군 역

덕흥대원군의 2남.
- 김혜은 - 귀인 김씨 역

선조의 후궁. 우아한 몸가짐과 빼어난 외모로 선조의 총애를 받는다. 중전 박씨를 제치고 내명부의 실직적인 안주인이 된다. 선조의 마음을 쥐락펴락하게 되자 자신의 아들로써 대통을 잇겠다는 야망을 품는다.
- 노영학 - 광해군 역

선조와 그의 후궁 공빈 김씨의 둘째 아들. 자신을 드러내지 않고 몸가짐이 신중하다. 아버지의 부끄러움마저 대신 짊어진 듯, 전쟁터에서 한 명의 백성이라도 더 구하기 위해, 온몸을 던진다. 전쟁을 겪으며 진정한 왕이 되길 결심한다.
- 황인영 - 의인왕후 박씨 역

제14대 왕 선조의 비. 아이를 낳지 못하는 불임의 몸이다. 선조는 그런 중전을 뒤로 하고 귀인 김씨만 싸고 돈다. 왕비임에도 불구하고 실질적으로는 왕실에서 소외될 수 밖에 없었다. 광해를 양자로 삼아 친자식처럼 여기고 애정을 준다.
- 윤홍빈 - 임해군 역

선조와 그의 후궁 공빈 김씨의 맏아들이며 광해의 친형이다. 성질이 난폭하여 인심을 얻지 못하였고, 그로 인하여 세자로 책봉되지 못한다. 임진왜란때 동북 지방으로 피난 가서 가토에게 포로가 되었다가 석방된다.
- 유승용 - 신성군 역

선조와 귀인 김씨 소생의 아들로 임해군과 광해군의 이복동생이자 신립의 사위이다. 임진왜란 와중에 피난을 가다가 죽게 된다.
- 김태용 - 순화군 역

선조와 순빈 김씨 소생의 아들이다. 임진왜란 때 이복형 임해군과 동북지방으로 피난을 갔지만 회령 아전 국경인과 백성들에게 붙잡혀 가토에게 포로가 되었다가 석방된다

#### 내관
- 이춘식 - 이정봉[10] 역

### 동인 세력들
- 이재용[11][12] - 아계 이산해 역

동인의 영수. 유연한 말투는 그 속내를 짐작하기 어렵다. 같은 동인의 중요인물인 류성룡을 지원하지만, 그를 적절히 통제하며, 이용한다. 임진왜란의 과정에서 선조를 호종하다가 탄핵을 받고 파직당한다.
- 남성진[13] - 한음 이덕형 역

류성룡의 지기이자 이산해의 사위다. 임진왜란 당시 청원사로 명나라에 파견돼 파병을 성취시키는 등 전란 중 외교의 전반적인 일을 담당한다. 예리한 통찰력과 날카로운 판단력을 지녔다.
- 박철호 - 학봉 김성일 역

1590년 통신부사로 일본에 파견되었는데, 이듬해 돌아와 일본이 전쟁을 일으킬 기색이 보이지 않는다는 보고를 한 인물이다. 임진왜란이 일어나자, 한양으로 압송을 하려다가 류성룡에 의해 목숨을 건져 경상도 초유사로 임명되었다.
- 박칠용[14] - 나암 정언신 역

동인의 원로. 기축옥사로 귀양을 가게 된다.
- 허기호 - 연부 정언지 역

우의정 정언신의 형으로서 기축옥사로 귀양을 가게 된다.
- 윤덕용 - 수우당 최영경 역

동인 재야인사. 기축옥사 때 옥사한다.
- 김민상 - 자신 홍여순 역

선조의 후궁인 정빈 홍씨의 친척으로 왜란 전에 병조판서를 맡으면서 군량미를 챙긴 일로 좌천되었다. 후에 호조판서가 되어 류성룡을 탄핵하게 된다.
- 김정학 - 오리 이원익 역

임진왜란 당시 왕을 호종하면서 평안도 도체찰사로 임명된 뒤 곧 평안도 관찰사 겸 순찰사로 승진해 명의 이여송과 합세해 평양을 탈환하는데 기여했다.
- 홍일권 - 두암 김응남 역

도승지. 임진왜란이 일어나자 병조판서 겸 부체찰사로서 평안도로 피란가는 선조를 호종하다가 이조판서가 되어 환도한 뒤 우의정, 좌의정을 지낸다.
- 이대로 - 약포 정탁 역

좌찬성. 임진왜란 당시 의주에서 올라와 선조를 호종하였고, 이후 분조를 따른다. 이순신이 탄핵을 받아 투옥되었을 때 그를 변호한다.
- 고인범 - 범애 류조인 역

사재감정. 1592년 세자익위사의 익위로 제수되어 세자를 영변(현 녕변군)까지 모셨다.
- 고세원 - 관송 이이첨 역

### 서인 세력들
- 임동진 - 오음 윤두수 역

서인의 주요 인물이다. 선조가 열여섯에 즉위할 때부터 승정원에서 가장 가까이 보필했던 터라, 선조를 누구보다 잘 알고, 나이에 걸맞지 않은 중압감으로 살아온 선조를 항상 연민의 눈으로 바라본다. 대범하고 호탕한 성격이다. 임진왜란이 일어나자 기용되어 선조를 호종한다. 동생으로는 월정 윤근수 등이 있다.
- 선동혁 - 송강 정철 역

서인의 영수. 1589년 기축옥사를 계기로 선조의 마음을 사로 잡아서 서인의 세상을 만들려고 한다. 호불호가 분명하고 직설적인 성격 탓에 늘 동인들의 집중 공격 대상이 되어 관직에서 종종 탄핵 되거나 사직 하곤 하였다. 뛰어난 문재(文才)로 인정 받았다.
- 최철호 - 백사 이항복 역

당색으로는 서인이지만 류성룡과도 절친한 사이이고, 권율의 사위이다. 시원스런 성격에 해학적인 유머와 번뜩이는 기지가 있다. 임진왜란 당시 벗인 이덕형과 함께 병조판서를 교대로 맡으면서 근왕병 모집과 명에 대한 청병을 주도하였다.
- 박지일 - 구봉 송익필 역

서인의 정신적 지주같은 인물. 당대의 “8문장가”로 꼽힐만큼 뛰어난 인재였으나 노비출신이라는 한계에 그쳐 과거를 포기할 수밖에 없었다. 정철, 성혼과 친교를 맺으며 실질적인 책략가 역할을 한 인물이다.
- 김효원 - 우계 성혼 역

1589년 기축옥사로 서인이 정권을 잡자 이조참판에 등용되었다. 이이·정철·송익필 등과 절친하였다. 서인의 중진 지도자이며 학문이 깊다.
- 김종수 - 우송당 황윤길 역

임진왜란 전 통신사 정사로 파견되어 변화된 일본의 모습에 진작 내침을 감지하고, 귀국 후 일본 침략을 강력하게 경고하지만 묵살되고 만다.
- 강인기 - 중봉 조헌 역

강직하기가 대쪽 같다. 자리에 연연하지 않고, 설령 임금이라 하더라도 잘못하면, 부서지고 깨지더라도 상소를 올려 간언한다. 임진왜란 때 승병장 영규와 함께 호서에서 의병을 일으킨다.

### 조선의 무장들
- 김형일 - 신립 역

당대 최고의 무장. 임진왜란 발발 당시 정2품 한성부 판윤에 이르렀다. 임진왜란이 일어나자 삼도 도순변사에 임명되어 충주 탄금대에서 일본군과 싸우다 전사한다.
- 서현철 - 이일 역

제승방략을 고안한 무관. 임진왜란이 발발하자 경상도 순변사로 상주, 탄금대에서 일본군과 싸워 패배하지만 도망쳐 살아남는다. 평안도 병마절도사로 명의 원병과 함께 평양을 수복한다.
- 김영기 - 권율 역

광주 목사에 임명되어, 이광과 곽영의 지휘 아래 와키자카 군대와 용인에서 전투를 벌이나 패하였다. 이듬해 김명원의 뒤를 이어 도원수가 되었고 이후 우키타 군대와 행주산성에서 전투를 벌여 대승을 거두었다.
- 이우석 - 김수 역

경상도 관찰사.
- 차기환 - 박홍 역

경상좌도 수군절도사.
- 김홍표 - 정발 역

부산진 수군첨절제사. 임진왜란 당시 부산진 전투에서 전사한다.
- 김동석 - 송상현 역

동래부사. 임진왜란 당시 동래성 전투에서 전사한다.
- 박정우 - 김시민 역

진주 목사. 제1차 진주성 전투 때 곽재우, 심대승, 임계영, 최경회와 더불어 진주성을 지키는 도중 전사한다.
- 박우열 - 이각 역

경상 좌병사. 그는 임진왜란 당시 거듭 도주하였고 임진강에 주둔한 도원수 김명원의 진중까지 도주하다 결국 체포되어 선조는 선전관을 보내 참수시켰다.
- 이명호 - 김충선 역

일본군 출신 항왜장수로 과거이름은 사야가(沙也加). 임진왜란 당시 조선에 귀순해 김충선이란 이름을 하사받는다.
- 최정현 - 박안민 역

이일의 부장으로 탄금대 전투에서 패배하자 이일과 함께 도망친다.
- 윤종원 - 변기 역

신립 휘하 조방장. 탄금대 전투에서 전사한다.
- 송용호 - 김여물 역

삼도 순변사 신립의 종사관. 과거 의주목사 시절. 축성으로 인해 명의 간섭으로 물러난 인물로 탄금대 전투에서 사력을 다해 싸우지만 패전하여 신립과 함께 자결한다.
- 임재근 - 이혼 역

함경도남병사. 신각과 같이 해유령 전투에 참전한다.
- 여운복 - 이정헌 역

정발의 부장. 부산진 전투에 참전한다.
- 박병철 - 노개방 역

동래교수. 송상현과 함께 동래성 전투에 참전한다.
- 김석훈 - 이순신 역

삼도수군통제사. (겸 전라 좌수사).옥포해전 및 적진포 해전에선 일본 수군을 이겨 일본 육군의 보급로를 끊었고 한산도 해전에선 학익진으로 와키자카 함대를 침몰시켰으나 정유재란 때 파직 및 백의종군에 처해짐. 칠천량해전 이후 수군통제사로 복귀, 노량해전에서 전사한다.
- 이일재 - 원균 역

경상우수사(후의 삼도수군통제사). 이순신과 수군을 이끌고 옥포, 한산대첩 등의 전공을 올렸다. 이에 반해 이순신과의 대립이 심하였다.
- 임병기 - 김명원 역

도원수. 한강 및 임진강 방어를 맡았다.
- 이준희 - 김침 역

김명원의 부장. 평양성 전투에 참전한다.
- 박경환 - 신각 역

부원수. 임진왜란 당시 한강을 방어하다 실패한 이후 양주 해유령 전투에서 일본군을 상대로 첫승리를 거두었으나 선조의 명으로 처형당한다.
- 이정성 - 한응인 역

명나라에 주청사로 갔다가 임진왜란이 발발하자 도순찰사에 임명되어 조선 육군을 임시로 지휘한다.
- 정종현 - 이광 역

전라도 관찰사. 용인 전투에서 와키자카 군대에 의해 패배한다.
- 조순창 - 정운 역

녹도 만호. 이순신 휘하에서 종군하다가 부산포 해전에서 전사한다.
- 김법래 - 권준 역

순천 부사. 이순신 휘하에서 종군하며 수차례 전공을 세운다.
- 전승빈 - 송희립 역

전라좌수영 군관. 이순신 휘하에서 종군하며 수차례 전공을 세웠으며 한산도 대첩과 노량 해전에서 크게 활약한다.
- 이주석 - 배흥립 역

흥양 현감. 이순신 휘하에서 종군하며 수차례 전공을 세웠으며 노량 해전에서 크게 활약한다.
- 이건 - 정사준 역

전라좌수영 군관. 이순신 휘하에서 종군하며 조선식 조총인 정철총통을 개발한다.
- 홍기준 - 이언량 역

정운의 부관, 전라좌수영 군관.
- 김민진 - 이기남 역

전라좌수영 군관.
- 김진서 - 이봉수 역

훈련원 주부. 이순신 휘하에서 종군한다.
- 송창곤 - 이시언 역

황해도 좌방어사.
- 양재원 - 김경로 역

황해도 우방어사.
- 박진형 - 이빈 역

경기 수사.
- 왕태언 - 박진 역

경상 좌병사.
- 김주호 - 조경 역

권율 휘하 조방장

### 의병 세력들
- 임혁 - 곽재우 역

임진왜란이 일어나자 의령에서 의병을 일으켰다.
- 김진국 - 심대승 역

곽재우와 함께 의령에서 의병을 일으켰다.
- 유승봉 - 고경명 역

두 아들과 함께 전라도 광주 등에서 모집한 7천여 명의 의병을 이끌고, 권율의 진영에 합류하였다. 이후 금산 전투에서 아들 고인후와 함께 전사한다.
- 박병호 - 사명대사 역

조선 승려. 승병장. 임진왜란 당시 승병들을 조직하여, 이여송, 류성룡 등과 함께 평양성 전투에 참전한다. 이후 대일 사신으로 가토 기요마사와 담판을 짓게 된다.
- 조인표 - 김덕령 역

호남 의병장으로 충용장. 이순신이 이끄는 조선 수군과 협력하여 장문포 해전에 참전하였다. 이몽학의 난에 연루되어 억울하게 죽게 된다.
- 한상우 - 이정암 역

김덕령의 부관
- 최희열 - 최경회 역

화순 의병장으로 나주 의병장 임계영과 함께 제1차 진주성 전투에 참전하여 승전을 이끌었으며 극중에는 등장하지 않지만 제2차 진주성 전투에 경상 우병사로 참전하여 분전하다가 중과부적으로 성이 함락되자 의병장 김천일, 고종후와 함께 남강에 투신하여 자결하였다.
- 김태엽 - 고종후 역

고경명의 장남으로 아버지와 동생 고인후와 함께 의병을 창설하여 금산 전투에서 분전하였으나 아버지와 동생이 전투 중에 전사하자 극중에는 등장하지 않지만 후일 1593년 400명의 의병을 규합, 복수의병군을 조직한 이후 진주 목사 서예원, 경상 우병사 최경회, 의병장 김천일, 충청 병사 황진과 합류하여 제 2차 진주성 전투에서 왜군과 항전하다가 중과부적으로 성이 함락되자 의병장 김천일, 경상 우병사 최경회와 함께 남강에 투신하여 자결하였다.
- 김주영 - 고인후 역

고경명의 차남으로 아버지와 형 고종후와 함께 의병을 창설하였으나 금산 전투에서 부친과 함께 전사하였다.

### 일본 세력들
- 김규철[28] - 도요토미 히데요시 (풍신수길) 역

일본의 태합(太閤, 호칭은 전하). 보잘 것 없는 용모에 비해, 사람과 상황에 대한 통찰력이 날카롭고, 매우 용의주도한 성격이다. 철저한 계획이 세워지지 않고서는 결코 움직이지 않는다.
- 황원[30] - 쓰루마쓰 (학송) 역

히데요시의 첫 아들로 요도의 소생. 어린 나이에 일찍 죽는다.
- 오지영 - 네네 (녕녕) 역

히데요시의 정실. 남편의 입신출세에 힘을 다했다. 두 사람 사이에는 아이가 없었기 때문에, 히데요시나 자신의 친척을 양자나 가신으로서 키웠다. 그 중에서 가토 기요마사와 후쿠시마 마사노리(복도정칙)는 특히 유명하다. 히데요시의 정실부인으로서 '기타노만도코로'(북정소)라고도 불린다.
- 손승우[31] - 요도 (정) 역

히데요시의 부인. 쓰루마쓰와 히로이마루(섭환)를 낳는다.
- 유세형 - 도요토미 히데쓰구 (풍신수차) 역

일본의 관백. 1591년 히데요시는 조카 히데쓰구에게 관백직을 수여하였다. 거주지는 주라쿠다이이다.
- 김리우[33] - 우키타 히데이에 (우희다수가) / 도요토미 히데이에 (풍신수가) 역

히데요시의 양자. 친부는 우키타 나오이에(우희다직가). 임진왜란 시기에 일본군 총대장 겸 제8군 사령관으로 참전하여 제8군을 이끈다.
- 이광기[34] - 고니시 유키나가 (소서행장) 역

임진왜란때 조선을 침략한 일본군 선봉장. 상인 집안 출신으로, 침착하면서도 손익계산에 빠르다. 임진왜란 때 그의 사위인 대마도주 소 요시토시(종의지)와 함께 1만 8,000명의 병력을 이끌고 부산진과 동래성을 공격하였고, 충주 탄금대 전투 때 신립을 대패시키는 전공을 세운다. 그 후 제4차 평양성 전투에서 명나라 제독 이여송에게 대패하지만 벽제관 전투에서 조명 연합군을 전멸시킨다.
- 이정용[37] - 가토 기요마사 (가등청정) 역[38]

제2군을 이끈 장수. 승부에 있어선 영악하고 민첩하게 움직이지만 보통은 단순하고 포악무도하다. 마치 사냥을 즐기듯 전쟁터를 누빈다. 어린시절 네네에 의해 키워지게 된다. 그래서 네네를 친어미처럼 따른다. 임진왜란 당시, 함경도까지 진출해 임해군을 사로잡게 되며, 후일 고니시와 세키가하라 전투 때 싸우게 된다.
- 조재완 - 소 요시토시 (종의지)/다이라 요시토시 (평의지) 역

대마도주. 고니시의 사위이며 조선말을 잘한다. 전쟁이 일어나자 고니시의 지휘로 참전했고, 조선과의 강화교섭에 적극적으로 나서나 실패한다. 본명은 종의지이나 조선에 올때는 일본 명문가의 성씨인 ‘평'씨를 차용하여 평의지라고도 불렸다.
- 박유승 - 게이테쓰 겐소 (경철현소) 역

일본 승려. 종의지와 함께 조선으로 와서 통신사를 요청한다.
- 서동수 - 다치바나 야스히로 (귤강광) 역

종의지 이전에 조선으로 온 일본 사절로 통신사 요청을 하다가 거절당했으며, 결국 히데요시에 의해 죽는다.
- 강신조 - 이시다 미쓰나리 (석전삼성) 역

도요토미 가문의 가신. 오봉행의 한 사람으로서 임진왜란에 참전하였다. 벽제관 전투에선 조명 연합군을 패배시켰으나 행주대첩에서 권율군에 의해 대패하였다.
- 조상구 - 마에다 도시이에 (전전리가) 역

통칭 마타자에몬, 마타시로 등. 시즈가타케 전투에서 시바타 가쓰이에 군에 소속되어 히데요시와 대립하지만 전투에서 패하여 그와 제휴한 후, 자신의 딸 마아히메(摩阿姫 마아희)를 히데요시의 첩으로 보내는 등 밀접한 관계를 맺는다.
- 송보은 - 미츠키 (충희) 역

풍신수길의 시녀.
- 문상훈 - 구로다 나가마사 (흑전장정) 역

일본군 제3군 사령관.
- 최우영 - 모리 요시나리 (모리길성)/ 모리 가쓰노부 (모리승신) 역

일본군 제4군 사령관.
- 안홍진 - 도도 다카토라 (등당고호) 역

일본군 수군 장수. 옥포 해전에서 조선 수군에게 참패를 당한다.
- 김철기 - 와키자카 야스하루 (협판안치) 역

일본군 수군 장수. 용인에서 5천 군사로 5만의 조선군을 궤멸시켰지만 이후 한산도 해전에서 이순신 지휘 하의 조선 수군에 완패한다. 이후 칠천량 해전, 명량 해전 등에 참전한다.
- 김태형 - 오타 가즈요시 (태전일길) 역

임진왜란 당시 감시역을 맡아 제1차 진주성 전투, 남원성 전투, 울산성 전투 등에 참전했다.
- 이중열 - 고바야카와 다카카게 (소조천융경) 역

일본군 제6군 사령관. 웅치 전투와 이치 전투, 정암진 전투에서 패배하고 본국으로 철수했지만 그 길로 히데요시에게 끌려가 죽음을 맞이한다.
- 송승용 - 모리 데루모토 (모리휘원) 역

일본군 제7군 사령관. 성주성 전투에서 패배하고 본국으로 철수했지민 그 길로 히데요시에게 끌려가 광기에 휘말려 죽을 뻔 했지만 마에다의 만류로 살아난다.
- 이범우 - 도요토미 히데카쓰 (풍신수일) 역

일본군 제9군 사령관. 부산포 해전에서 패배한 이후 호소카와 다다오키를 비롯한 부하들을 두고 본국으로 철수했지만 그 길로 히데요시에게 끌려가 죽음을 맞이한다
- 염철호 - 고이치 (홍일) 역

가등청정의 부관.
- 조하석 - 신사부로 (다화전) 역

정해왜변 당시 해적 대장
- 추연규 - 마쓰라 시게노부 (송포진신) 역

소서행장의 부관
- 강성한 - 아리마 하루노부 (유마청신)/아리마 시게즈미 (유마전순) 역

소서행장의 부관
- 신정윤 - 도도 다타시게 (등당충무) 역

등당고호의 부관
- 이두섭 - 사이쇼 죠타이 (서소승태) 역

일본 승려.

### 명나라 세력들
- 장태성 - 만력제 역

명나라 제13대 황제. 묘호는 신종(神宗). 1572년부터 1620년까지 48년간 재위하였다. 그의 치세는 역대 명나라 황제들의 통치 기간 중 가장 길며, 명나라가 건국된 지 200년쯤 지나고 왕조가 서서히 몰락해가는 시기였다.
- 서윤아[43] - 정귀비 역

만력제의 애첩. 복충왕 주상순(福忠王 朱常洵, 후의 명 공종, 明恭宗)의 모친. 복충왕을 태자로 옹립하려다가 실패하게 된다. 복충왕의 아들인 남명(南明) 초대 황제 홍광제(弘光帝)는 정귀비의 손자이다.
- 강기성 - 고회 역

명나라 환관. 만력제를 가까이서 수행한다.
- 최일화 - 송응창 역

명나라 병부우시랑. 임진왜란 당시 명나라 2차 원군의 총사령관인 경략방해비왜군무로 참전하였다. 병부우시랑은 심유경을 내세워서 조선을 배제한 일본과의 강화협상을 시도하다가 소환되었다.
- 이기열 - 심유경 역

무역상 출신의 명나라 사신. 달변가이며 일본어에 능통하다. 임진왜란이 일어나자 조선·일본·명 3국 사이에 강화회담을 맡아 진행하면서 농간을 부렸다.
- 이원발 - 석성 역

명나라 병부상서. 조선을 지원하는 척, 강화협상을 배후에서 벌이다가 만력제에 의해 옥에 갇히게 된다.
- 김덕현 → 김명국 - 사헌 역

명나라 예부 소속의 신하로서 병부상서 석성과는 라이벌. 사신으로서 조선에 들어와 송응창와 강화협상을 알아채고 그를 소환하기에 이른다.
- 박성균 - 사용재 역

명나라의 사신으로서 일본에 파견되었다.
- 장훈 - 이종성 역

명나라의 사신으로서 일본에 파견되었다.
- 백신 - 양방형 역

명나라의 사신으로서 일본에 파견되었다.
- 김하균 - 양호 역

경락. 정유재란 직후, 명에서 파견되었다.
- 정흥채 - 이여송 역

명나라 장수. 당시 요동의 실권자인 이성량의 아들. 임진왜란이 일어나자 제독군무방해어왜총병관으로 명나라의 제2차 원군 4만 3천의 병력을 이끌고 압록강을 건너 한반도에 들어왔다. 일본군을 상대로 평양성 전투에서 승전하였으나 벽제관 전투에서 패한 다음에는 싸울 생각을 하지 않아, 류성룡과 이항복, 이덕형 등은 이여송에게 일본군과 싸울 것을 재촉하였다.
- 정동규 - 임세록 역

명나라 요동도사사 진무. 류성룡과 함께 일본군 진영을 살피고, 조선에 원병을 지원하도록 협력한다.
- 손호균 - 조승훈 역

명나라 요동군 부총관. 명군 5,000여명을 이끌고 조선에 출병하였으나, 평양성 전투에서 대패하였다.
- 김병국 - 오유충 역

명나라 부총병.
- 박선우 - 장세작 역

명나라 부총병.
- 공정환 - 낙상지 역

명나라 참장. 조선의 신식군사훈련에 도움을 준다.
- 강석원 - 사유 역

명나라 유격장군.
- 손선근 - 주균왕 역

명나라 상인.
- 정명준 - 해생 역

명나라 서도독첨사.
- 반상윤 - 마귀 역

명나라 대장군.
- 배도환 - 진린 역

명나라 수군도독.
- 정성일 - 진잠 역

명나라 부총병.

### 류큐국 세력들
- 강대현 - 쇼네이 왕자 (상녕왕자) 역

류큐의 왕자. 일본의 명 침공 준비 소식을 만력제에게 알린다. 극에서는 그에 대하여 상세한 설명은 없지만 역사에는 쇼네이 왕자가 명나라에 사신으로 갔다고 나와있다.

### 그 외 인물
- 김광영 - 김공량 역

귀인 김씨의 남동생. 선조의 처남. 내수사 별좌
- 박정상 - 이장손 역

화포장. 비격진천뢰 제조자
- 안성헌 - 사화동 역

순왜 백성
- 강철성 - 허성 역

통신사 서장관
- 이봉규 - 허내만 역

전라좌수영 노인
- 이현걸 - 국경인 역

회령 아전
- 신재도 - 공휘겸 역

순왜 관리
- 고원석 - 김순량 역

순왜 군사
- 문상준 - 송유진 역

송유진의 난 주도자
- 임철수 - 오원종 역

송유진의 부관
- 변우종 - 이몽학 역

이몽학의 난 주도자
- 송승용 - 한현 역

이몽학의 부관
- 강득종 - 김면 역

거창 의병장
- 고규필 - 홍 내관 역

광해군의 직속 내관
- 백현숙 - 박 상궁 역

귀인 김씨의 직속 상궁
- 최왕순 - 최 군관 역

삼도수군통제영 군관
- 최은석 - 바우 역

정주 군량미 약탈패 두목
- 최재섭 - 계상 역

김덕령 휘하 의병. 이몽학 휘하 반란군
- 공재원 - 경상 판관 역
- 황인준 - 사헌부 군관 역
- 송승용 - 사헌부 군관 역
- 김훈호 - 남해안 학살현장 군관 역
- 한영제 - 감찰 군관 역
- 고상현 - 조정 군관 역
- 민우기 - 호패 군관 역
- 윤영목 - 신각 처형 선전관 역
- 정나진 - 조선군 대구군영 지휘관 역
- 고한민 - 역관 역
- 박규점 - 어의 역
- 정호 - 조선군 대구군영 군사, 김덕령 국문관 역
- 인성호 - 여주 현감 역
- 유병선 - 여주 아전 역
- 이윤상 - 동인 관리 역
- 승주영 - 장계 관리, 분조 관리 역
- 서광재 - 파천 반대 관리, 분조 관리 역
- 강문경 - 파천 반대 관리 역
- 류재필 - 작미법 반대 양반 역
- 이관영 - 작미법 반대 양반 역
- 안수호 - 하삼도 탐관오리 역
- 최교식 - 하삼도 백성 역
- 유금 - 하삼도 백성 아내 역
- 지성환 - 성혼 하인 역
- 박진수 - 이덕형 하인 역
- 최영도 - 한양 백성 역
- 최재섭 - 한양 백성 역
- 이재욱 - 평양 백성 역
- 해선 - 평양 백성 역
- 표철환 - 평양 백성 역
- 김찬이 - 저잣거리 백성 역
- 이낙준 - 경상 감영 무장 백성, 김성일 호송 군관 역
- 곽자형 - 의병 지원 백성 역
- 최윤준 - 파천 반대 백성 역
- 김재흠 - 파천 반대 백성 역
- 정기선 - 파천 반대 백성 역
- 고진명 - 행재소 앞 백성 역
- 김연수 - 행재소 앞 백성 역
- 오용택 - 부산진 봉수대 군사 역
- 오경택 - 부산진 봉수대 군사 역
- 강종인 - 부산진성 젊은 군사 역
- 한태일 - 부산진성 늙은 군사 역
- 김경록 - 부산진성 어린 군사 역
- 김도하 - 이일 휘하 군사 역
- 박찬서 - 탄금대 패잔병 역
- 손지원 - 탄금대 패잔병 역
- 조찬희 - 조선군 대구군영 군사 역
- 이태윤 - 신각 휘하 군사 역
- 곽두환 - 신각 휘하 군사 역
- 김경민 - 유생 역
- 안준형 - 유생 역
- 원태윤 - 유생 역
- 주부진 - 의병 지원 백성 어머니 역
- 심혜미 - 김공량 기생 역
- 박종설 - 피난길 노인 역
- 김봉수 - 고니시 습격 노인 역
- 지성근 - 국밥집 피난민 역
- 이성주 - 국밥집 피난민 역
- 이진화 - 일본 어의 역
- 엄태옥 - 부산포 왜인 역
- 최현준 - 부산포 왜인 역
- 백윤흠 - 쓰시마 필적위조 왜인 역
- 장준호 - 쓰시마 관인위조 왜인 역
- 이태형 - 탈영 왜병 역
- 김수연 - 탈영 왜병 아내 역
- 김시라 - 나고야 기생 역
- 서한솔 - 나고야 기생 역
- 김주영

## 시청률

### 본방 시청률
아래의 파란색 숫자는 '최저 시청률'이고, 빨간색 숫자는 '최고 시청률'입니다. 시청률조사회사와 지역별로 시청률에 차이가 있을 수 있습니다.
| 2015년      | 2015년      | 2015년         | 2015년       | 2015년         | 2015년       |
| 회차        | 방송일      | TNmS 시청률    | TNmS 시청률  | AGB 시청률     | AGB 시청률   |
| 회차        | 방송일      | 대한민국(전국) | 서울(수도권) | 대한민국(전국) | 서울(수도권) |
| ----------- | ----------- | -------------- | ------------ | -------------- | ------------ |
| 제1회       | 2월 14일    | 8.2%           | 8.2%         | 10.5%          | 9.8%         |
| 제2회       | 2월 15일    | 6.9%           | 7.6%         | 9.5%           | 9.2%         |
| 제3회       | 2월 21일    | 7.7%           | 8.6%         | 9.8%           | 8.9%         |
| 제4회       | 2월 22일    | 7.6%           | 8.3%         | 10.3%          | 9.5%         |
| 제5회       | 2월 28일    | 8.1%           | 8.8%         | 8.7%           | 8.0%         |
| 제6회       | 3월 1일     | 7.9%           | 8.4%         | 9.5%           | 9.1%         |
| 제7회       | 3월 7일     | 7.4%           | 7.7%         | 10.5%          | 10.9%        |
| 제8회       | 3월 8일     | 6.9%           | 7.6%         | 9.2%           | 9.3%         |
| 제9회       | 3월 14일    | 8.7%           | 9.0%         | 10.7%          | 10.9%        |
| 제10회      | 3월 15일    | 7.0%           | 7.5%         | 10.7%          | 10.0%        |
| 제11회      | 3월 21일    | 7.6%           | 7.7%         | 9.7%           | 9.2%         |
| 제12회      | 3월 22일    | 8.3%           | 8.9%         | 10.3%          | 10.2%        |
| 제13회      | 3월 28일    | 10.0%          | 10.9%        | 10.9%          | 11.0%        |
| 제14회      | 3월 29일    | 9.1%           | 9.4%         | 11.8%          | 11.7%        |
| 제15회      | 4월 4일     | 9.4%           | 8.8%         | 11.0%          | 10.7%        |
| 제16회      | 4월 5일     | 8.7%           | 8.8%         | 10.7%          | 10.6%        |
| 제17회      | 4월 11일    | 9.4%           | 9.1%         | 11.2%          | 11.4%        |
| 제18회      | 4월 12일    | 9.5%           | 10.0%        | 11.4%          | 11.1%        |
| 제19회      | 4월 18일    | 10.0%          | 9.1%         | 12.3%          | 12.3%        |
| 제20회      | 4월 19일    | 10.4%          | 10.7%        | 12.7%          | 12.3%        |
| 제21회      | 4월 25일    | 9.4%           | 9.2%         | 12.3%          | 11.6%        |
| 제22회      | 4월 26일    | 10.4%          | 10.5%        | 13.8%          | 13.8%        |
| 제23회      | 5월 2일     | 11.1%          | 12.3%        | 12.4%          | 12.3%        |
| 제24회      | 5월 3일     | 10.1%          | 10.4%        | 12.4%          | 11.0%        |
| 제25회      | 5월 9일     | 10.8%          | 10.7%        | 11.7%          | 11.4%        |
| 제26회      | 5월 10일    | 10.7%          | 11.1%        | 12.5%          | 12.1%        |
| 제27회      | 5월 16일    | 9.1%           | 9.2%         | 10.5%          | 10.6%        |
| 제28회      | 5월 17일    | 9.3%           | 9.2%         | 11.7%          | 11.9%        |
| 제29회      | 5월 23일    | 9.4%           | 9.6%         | 10.5%          | 10.5%        |
| 제30회      | 5월 24일    | 10.1%          | 10.4%        | 11.5%          | 11.8%        |
| 제31회      | 5월 30일    | 9.2%           | 9.0%         | 11.3%          | 11.3%        |
| 제32회      | 5월 31일    | 9.6%           | 9.6%         | 12.3%          | 12.3%        |
| 제33회      | 6월 6일     | 9.3%           | 9.1%         | 12.1%          | 12.1%        |
| 제34회      | 6월 7일     | 9.8%           | 10.7%        | 11.9%          | 10.9%        |
| 제35회      | 6월 13일    | 9.9%           | 9.2%         | 11.2%          | 11.2%        |
| 제36회      | 6월 14일    | 9.5%           | 10.3%        | 13.3%          | 13.1%        |
| 제37회      | 6월 20일    | 7.2%           | 7.8%         | 10.3%          | 10.9%        |
| 제38회      | 6월 21일    | 10.2%          | 10.8%        | 12.0%          | 11.6%        |
| 제39회      | 6월 27일    | 9.3%           | 9.8%         | 12.6%          | 12.7%        |
| 제40회      | 6월 28일    | 8.7%           | 9.3%         | 12.0%          | 12.5%        |
| 제41회      | 7월 4일     | 9.1%           | 9.9%         | 11.3%          | 11.8%        |
| 제42회      | 7월 5일     | 9.8%           | 10.0%        | 11.8%          | 11.9%        |
| 제43회      | 7월 11일    | 9.4%           | 9.3%         | 10.9%          | 10.4%        |
| 제44회      | 7월 12일    | 9.0%           | 9.0%         | 11.2%          | 11.0%        |
| 제45회      | 7월 18일    | 8.7%           | 9.0%         | 10.4%          | 10.1%        |
| 제46회      | 7월 19일    | 9.1%           | 9.2%         | 11.6%          | 11.5%        |
| 제47회      | 7월 25일    | 9.4%           | 9.7%         | 11.1%          | 10.5%        |
| 제48회      | 7월 26일    | 9.7%           | 10.9%        | 7.7%(오류)     | 7.2%(오류)   |
| 제49회      | 8월 1일     | 9.5%           | 9.2%         | 10.5%          | 10.2%        |
| 제50회      | 8월 2일     | 10.1%          | 10.1%        | 12.3%          | 12.2%        |
| 평균 시청률 | 평균 시청률 | 9.1%           | 9.5%         | 11.2%(오류)    | 11.0%(오류)  |

### 재방 시청률
| 회차   | 방송일          | AGB 시청률     |
| 회차   | 방송일          | 대한민국(전국) |
| ------ | --------------- | -------------- |
| 제1회  | 2018년 4월 9일  | 1.6%           |
| 제2회  | 2018년 4월 10일 | 1.7%           |
| 제3회  | 2018년 4월 11일 | 1.6%           |
| 제4회  | 2018년 4월 12일 | 1.8%           |
| 제5회  | 2018년 4월 13일 | 1.1%           |
| 제6회  | 2018년 4월 16일 | 1.7%           |
| 제7회  | 2018년 4월 17일 | 1.4%           |
| 제8회  | 2018년 4월 18일 | 1.6%           |
| 제9회  | 2018년 4월 23일 | 2.4%           |
| 제10회 | 2018년 4월 24일 | 1.8%           |
| 제11회 | 2018년 4월 25일 | 1.6%           |
| 제12회 | 2018년 5월 1일  | 2.3%           |
| 제13회 | 2018년 5월 2일  | 1.5%           |
| 제14회 | 2018년 5월 3일  | 2.2%           |
| 제15회 | 2018년 5월 4일  | 1.9%           |
| 제16회 | 2018년 5월 7일  | 2.2%           |
| 제17회 | 2018년 5월 8일  | 1.8%           |
| 제18회 | 2018년 5월 10일 | 1.3%           |
| 제19회 | 2018년 5월 11일 | 1.9%           |
| 제20회 | 2018년 5월 14일 | 2.1%           |
| 제21회 | 2018년 5월 15일 | 1.6%           |
| 제22회 | 2018년 5월 16일 | 2.8%           |
| 제23회 | 2018년 5월 21일 | 2.4%           |
| 제24회 | 2018년 5월 23일 | 2.1%           |
| 제25회 | 2018년 5월 24일 | 1.9%           |
| 제26회 | 2018년 6월 15일 | 1.9%           |
| 제27회 | 2018년 6월 18일 | 1.8%           |
| 제28회 | 2018년 6월 19일 | 1.5%           |
| 제29회 | 2018년 6월 20일 | 1.7%           |
| 제30회 | 2018년 6월 21일 | 2.0%           |
| 제31회 | 2018년 6월 22일 | 1.7%           |
| 제32회 | 2018년 6월 26일 | 2.1%           |
| 제33회 | 2018년 6월 27일 | 1.8%           |
| 제34회 | 2018년 6월 28일 | 2.0%           |
| 제35회 | 2018년 6월 29일 | 1.8%           |
| 제36회 | 2018년 7월 2일  | 2.2%           |
| 제37회 | 2018년 7월 3일  | 2.0%           |
| 제38회 | 2018년 7월 4일  | 2.1%           |
| 제39회 | 2018년 7월 5일  | 1.9%           |
| 제40회 | 2018년 7월 6일  | 1.7%           |
| 제41회 | 2018년 7월 9일  | 1.6%           |
| 제42회 | 2018년 7월 10일 | 1.9%           |
| 제43회 | 2018년 7월 11일 | 1.9%           |
| 제44회 | 2018년 7월 12일 | 1.6%           |
| 제45회 | 2018년 7월 13일 | 1.8%           |
| 제46회 | 2018년 7월 16일 | 2.5%           |
| 제47회 | 2018년 7월 17일 | 2.0%           |
| 제48회 | 2018년 7월 18일 | 1.8%           |
| 제49회 | 2018년 7월 19일 | 2.3%           |
| 제50회 | 2018년 7월 24일 | 2.3%           |

### 엔딩 다큐멘터리
매주 일요일 방송분(매 짝수 화)의 마지막 부분에서 드라마 징비록 배경의 관련된 인물과 유적이나 시대적 배경에 대하여 간략한 다큐멘터리를 제작하여 방송한다.
- 내레이션 : 박형욱
- 제작 : 미디어K

※ 유적의 주소는 행정동(법정리)을 기준으로 표시. 유적 중에 굵은 글씨는 드라마에서 지도와 찾아오는 길을 표시.
※ 관련인물의 청색은 '시호(諡號) 또는 묘호(廟號)', 적색은 '자(字)', 녹색은 '아호(雅號) 또는 군호(君號), 법호(法號)', ,흑색은 '휘(諱) 또는 이름(名), 법명(法名)'이다.
| 횟수 | 방송일    | 유형유산(장소) | 『기록』/【무형】유산                        | 관련인물                                              | 비고        |
| ---- | --------- | --- | -------------------------------------------- | ----------------------------------------------------- | ----------- |
| 1    | 2월 15일  | 병산서원<존덕사>(경상북도 안동시 풍천면 병산리) 봉생정(경상북도 문경시 마성면 신현리) 수락대(경상북도 예천군 감천면 포리) 하회마을<충효당,영모각>(경상북도 안동시 풍천면 하회리) 옥연정사(경상북도 안동시 풍천면 광덕리)   | 『징비록(懲毖錄)』                           | 문충공 이현 서애 류성룡 (文忠公 而見 西厓 柳成龍)     |             |
| 2    | 2월 22일  | 목릉(경기도 구리시 동구동) | -                                            | 선조대왕 이연 (宣祖大王 李昖)                         |             |
| 3    | 3월 01일  | 학봉종택<운장각>(경상북도 안동시 서후면 금계리) 임천서원(경상북도 안동시 송하동) 학봉 김성일 묘, 학봉신도비(경상북도 안동시 와룡면 서지리)                                                                                 | -                                            | 문충공 사순 학봉 김성일 (文忠公 士純 鶴峰 金誠一)     |             |
| 4    | 3월 08일  | 정송강사(충청북도 진천군 문백면 봉죽리) 송강 정철 생가터(서울특별시 종로구 청운효자동) 식영정(전라남도 담양군 가사문학면 지곡리) 송강정(전라남도 담양군 고서면 원강리)                                                     | -                                            | 문청공 계함 송강 정철 (文淸公 季涵 松江 鄭澈)         |             |
| 5    | 3월 15일  | 이산해 사당<아계 이산해 묘, 신도비>(충청남도 예산군 대술면 방산리) 수당 기념관(충청남도 예산군 대술면 상항리) | 『이산해 사당 친필』                         | 문충공 여수 아계 이산해 (文忠公 汝受 鵝溪 李山海)     |             |
| 6    | 3월 22일  | 부산진지성<자성대공원, 진남대>(부산광역시 동구 범일 2동) 정공단<전망비>(부산광역시 동구 좌천동) | 【정발장군 향사】 (매년 5월 초중순)          | 충장공 자고 백운 정발 (忠壯公 子固 白雲 鄭撥)         |             |
| 7    | 3월 29일  | 목멱산 봉수대 터(서울특별시 중구 필동) | -                                            | -                                                     | (시설 유적) |
| 8    | 4월 05일  | 탄금대<열두대, 위령탑, 순절비>(충청북도 충주시 칠금금릉동) | -                                            | 충장공 입지 신립 (忠壯公 立之 申砬)                   |             |
| 9    | 4월 12일  | 이순신 생가 터(서울특별시 중구 광희동) 현충사<충무공 고택, 이순신 기념관>(충청남도 아산시 염치읍 백암리) | -                                            | 충무공 여해 (덕곡) 이순신 (忠武公 汝諧 (德谷) 李舜臣) |             |
| 10   | 4월 19일  | 곽재우생가(경상남도 의령군 유곡면 세간리) 충익사<의병박물관>(경상남도 의령군 의령읍 중동리) 정암진(경상남도 의령군 의령읍 정암리)                                                                                          | 【의령 의병제전】 (매년 4월 하순)            | 충익공 계수 망우당 곽재우 (忠翼公 季綬 忘憂堂 郭再祐) |             |
| 11   | 4월 26일  | 옥포대첩기념공원<효충사,기념탑>(경상남도 거제시 옥포동) | -                                            | 충무공 여해 (덕곡) 이순신 (忠武公 汝諧 (德谷) 李舜臣) |             |
| 12   | 5월 03일  | 이치대첩지<충장사, 대첩비>(충청남도 금산군 진산면 묵산리) | 【이치대첩 기념제】 (매년 음력 7월 경)       | 충장공 언신 만취당 권율 (忠壯公 彦愼 晩翠堂 權慄)     |             |
| 13   | 05월 10일 | 모덕재(경기도 성남시 수정구 복정동) 월정사(경기도 양주시 회천4동) | 【임진란 7주갑 기념식】 (60년 마다 6월 12일) | 문정공 자앙 오음 윤두수 (文靖公 子仰 梧陰 尹斗壽)     |             |
| 14   | 5월 17일  | 진주성<창렬사, 국립진주박물관>(경상남도 진주시 성북동) | 『김시민 선무공신 교서』                     | 충무공 면오 김시민 (忠武公 勉吾 金時敏)               |             |
| 15   | 5월 24일  | 금당실마을(경상북도 예천군 용문면 상금곡리) 정충사(경상북도 예천군 예천읍 고평리) 도정서원<약포사당>(경상북도 예천군 호명면 황지리) 예천 충효관(경상북도 예천군 감천면 포리) 약포 정탁의 묘(경상북도 안동시 풍산읍 오미리) | 『신구차(伸救箚)』                           | 정간공 자정 약포 정탁 (貞簡公 子精 藥圃 鄭琢)         |             |
| 16   | 5월 31일  | 행주산성<행주대첩 기념관, 충장사, 행주대첩비>(경기도 고양시 덕양구 행주동) | -                                            | 충장공 언신 만취당 권율 (忠壯公 彦愼 晩翠堂 權慄)     |             |
| 17   | 6월 07일  | 진주성<촉석루, 의암>(경상남도 진주시 성북동) 정렬사, 망화루(전라남도 나주시 성북동) | -                                            | 문렬공 사중 건재 김천일 (文烈公 士重 健齋 金千鎰)     |             |
| 18   | 6월 14일  | 화산서원<백사 이항복의 묘>(경기도 포천시 가산면 방축리) | -                                            | 문충공 자상 백사 이항복 (文忠公 子常 白沙 李恒福)     |             |
| 18   | 6월 14일  | 쌍송재<한음 이덕형의 묘, 신도비>(경기도 양평군 양서면 목왕리) | -                                            | 문익공 명보 한음 이덕형 (文翼公 明甫 漢陰 李德馨)     |             |
| 19   | 6월 21일  | 광해군 묘(경기도 남양주시 진건읍 사능리) 선혜청 터(서울특별시 중구 회현동) 이현궁 터, 창덕궁(서울특별시 종로구 종로1,2,3,4가동) 경희궁(서울특별시 종로구 사직동)                                                           | 『조선왕조실록 광해군일기』                  | 광해군 이혼 (光海君 李琿)                             |             |
| 20   | 6월 28일  | 순천 왜성(전라남도 순천시 해룡면 신성리) 웅천 왜성(경상남도 창원시 진해구 웅동동) 울산 왜성(울산광역시 중구 학성동) | -                                            | -                                                     | (시설 유적) |
| 21   | 7월 05일  | 갑사<표충원>(충청남도 공주시 계룡면 중장리) 영규대사 비(충청남도 공주시 계룡면 월암리) 영규대사 묘(충청남도 공주시 계룡면 유평리)                                                                                          | -                                            | 기허대사 영규 (騎虛大師 靈圭)                         |             |
| 22   | 7월 12일  | 충현박물관<관감당, 오리 종택>, 오리 이원익의 묘(경기도 광명시 소하2동) | 『오리집』                                   | 문충공 공려 오리 이원익 (文忠公 功勵 梧里 李元翼)     |             |
| 23   | 7월 19일  | 동묘공원<동관왕묘>(서울특별시 종로구 숭인 2동) 만동묘<만동묘정비>, 화양계곡(충청북도 괴산군 청천면 화양리) | -                                            | -                                                     | (시설 유적) |
| 24   | 7월 26일  | 진남관(전라남도 여수시 충무동) 남해 충렬사<이순신 가분묘>(경상남도 남해군 설천면 노량리) |                                              | 충무공 여해 (덕곡) 이순신 (忠武公 汝諧 (德谷) 李舜臣) |             |
| 25   | 8월 02일  | 병산서원<존덕사, 만대루>(경상북도 안동시 풍천면 병산리) 류성룡 묘소(경상북도 안동시 풍산읍 수리) |                                              | 문충공 이현 서애 류성룡 (文忠公 而見 西厓 柳成龍)     |             |

## 오리지널 사운드 트랙
2015년 6월 15일 디지털 음원으로 Part 1과 Part 2로 나뉘어 총 49곡이 발매되었다.
각 곡의 작곡가는 한국음악저작권협회에 게시된 정보를 참고하였다.

### 대하드라마 징비록 OST Part 1
| #   | 제목                               | 작곡           | 재생 시간 |
| --- | ---------------------------------- | -------------- | --------- |
| 1.  | 〈Jingbirok Title A Main Opening〉 | 이창희, 김준범 | 1:44      |
| 2.  | 〈Jingbirok Tragic Nobility〉      | 여하경         | 2:21      |
| 3.  | 〈Jingbirok The Castle〉           | 여하경         | 2:04      |
| 4.  | 〈Jingbirok Hideyoshi〉            | 이창희, 여하경 | 3:01      |
| 5.  | 〈Jingbirok Heart 4beat〉          | 최명희         | 4:36      |
| 6.  | 〈Jingbirok Title E Main Sub〉     | 이창희, 김준범 | 1:48      |
| 7.  | 〈Jingbirok Tension Theme〉        | 김준범, 여하경 | 2:16      |
| 8.  | 〈Jingbirok Loyal Subject〉        | 김서현         | 2:45      |
| 9.  | 〈Jingbirok Title D Sad Bjg〉      | 이창희, 김준범 | 3:08      |
| 10. | 〈Jingbirok The Japanese〉         | 최명희         | 5:07      |
| 11. | 〈Jingbirok Rush〉                 | 김준범, 여하경 | 2:06      |
| 12. | 〈Jingbirok At War〉               | 최명희         | 2:24      |
| 13. | 〈Jingbirok Sacrifice〉            | 최명희         | 3:51      |
| 14. | 〈Jingbirok Battleship〉           | 김준범, 여하경 | 1:48      |
| 15. | 〈Jingbirok Honorable Man〉        | 여하경         | 3:16      |
| 16. | 〈Jingbirok Myung War〉            | 김서현         | 2:31      |
| 17. | 〈Jingbirok Incident〉             | 최재우         | 2:17      |
| 18. | 〈Jingbirok Madness〉              | 이창희, 여하경 | 2:10      |
| 19. | 〈Jingbirok Storing In Secrecy〉   | 이창희, 최명희 | 2:52      |
| 20. | 〈Jingbirok Mow (War)〉            | 이창희, 김준범 | 3:19      |
| 21. | 〈Jingbirok Combat Alert〉         | 김준범, 여하경 | 2:43      |
| 22. | 〈Jingbirok Dispute〉              | 이창희, 김서현 | 2:31      |
| 23. | 〈Jingbirok Party Apparatus〉      | 김준범, 여하경 | 2:48      |
| 24. | 〈Jingbirok Heavy Tension〉        | 이창희, 김준범 | 2:21      |
| 25. | 〈Jingbirok Warmth〉               | 김서현         | 2:34      |

### 대하드라마 징비록 OST Part 2
| #   | 제목                             | 작곡           | 편곡 | 재생 시간 |
| --- | -------------------------------- | -------------- | ---- | --------- |
| 1.  | 〈Jingbirok Great Work〉         | 최명희         | 2:30 |           |
| 2.  | 〈Jingbirok Title C (Tense)〉    | 이창희, 김준범 | 2:34 |           |
| 3.  | 〈Jingbirok New World〉          | 최재우         | 3:20 |           |
| 4.  | 〈Jingbirok Toyotom〉            | 이창희, 여하경 | 2:13 |           |
| 5.  | 〈Jingbirok Golden Land〉        | 김준범, 여하경 | 3:01 |           |
| 6.  | 〈Jingbirok Jingb Tension〉      | 김서현         | 2:24 |           |
| 7.  | 〈Jingbirok Grief〉              | 김서현         | 2:46 |           |
| 8.  | 〈Jingbirok Last Decision〉      | 최재우         | 2:01 |           |
| 9.  | 〈Jingbirok Exercise Vigilance〉 | 이창희, 여하경 | 2:59 |           |
| 10. | 〈Jingbirok Vanity〉             | 이창희, 최명희 | 3:51 |           |
| 11. | 〈Jingbirok Myung Tension〉      | 최명희         | 2:22 |           |
| 12. | 〈Jingbirok Suspicion〉          | 최재우         | 2:25 |           |
| 13. | 〈Jingbirok The Battle〉         | 최명희         | 3:38 |           |
| 14. | 〈Jingbirok Without Reason〉     | 김준범, 최명희 | 4:11 |           |
| 15. | 〈Jingbirok The Enemy〉          | 김준범, 김서현 | 3:19 |           |
| 16. | 〈Jingbirok Fierce Attack〉      | 최명희         | 3:55 |           |
| 17. | 〈Jingbirok Bollergo (Tense)〉   | 이창희, 김준범 | 2:14 |           |
| 18. | 〈Jingbirok Dark Eyes〉          | 이창희, 여하경 | 3:05 |           |
| 19. | 〈Jingbirok Mu Mystery〉         | 이창희, 김준범 | 3:02 |           |
| 20. | 〈Jingbirok Resolve〉            | 김서현         | 2:48 |           |
| 21. | 〈Jingbirok Conspiracy〉         | 이창희, 최명희 | 5:27 |           |
| 22. | 〈Jingbirok Thol (Mystery)〉     | 김준범         | 3:24 |           |
| 23. | 〈Jingbirok Japanese Talk〉      | 최명희         | 1:31 |           |
| 24. | 〈Jingbirok Wounded Heart〉      | 김준범         | 4:15 |           |

## 수상
- 2015년 KBS 연기대상 장편드라마 부문 남자 우수 연기상 김태우
- 2015년 KBS 연기대상 남자 조연상 김규철
- 2015년 제4회 에이판 스타 어워즈 장편드라마 부문 남자 최우수 연기상 김상중

## 경쟁 프로그램
- 전설의 마녀 (MBC, 2014년 10월 25일 ~2015년 3월 8일)
- 내마음 반짝반짝 (SBS, 2015년 1월 17일 ~ 2015년 4월 12일)
- 여왕의 꽃 (MBC, 2015년 4월 14일 ~ 2015년 8월 30일)
- 이혼변호사는 연애중 (SBS, 2015년 4월 18일 ~ 2015년 6월 14일)
- 너를 사랑한 시간 (SBS, 2015년 6월 27일 ~ 2015년 8월 16일)